# Kurzamra
Kurzamra es un género monotípico de plantas con flores perteneciente a la familia Lamiaceae. Su única especie: Kurzamra pulchella (Clos) Kuntze, Revis. Gen. Pl. 2: 521 (1891), es originaria de Chile y Argentina.

## Sinonimia
- Soliera pulchella Clos in C.Gay, Fl. Chil. 4: 489 (1849).
- Micromeria pulchella (Clos) Wedd., Chlor. Andina 2: 151 (1860).[1]